# Sarcochilus weinthalii
Sarcochilus weinthalii là một loài thực vật có hoa trong họ Lan. Loài này được F.M.Bailey miêu tả khoa học đầu tiên năm 1904.